# Philochortus phillipsi
Philochortus phillipsi är en ödleart som beskrevs av  George Albert Boulenger 1898. Philochortus phillipsi ingår i släktet Philochortus och familjen lacertider. Inga underarter finns listade i Catalogue of Life.